# Vasconcellea parviflora
Vasconcellea parviflora är en tvåhjärtbladig växtart som beskrevs av A. Dc. Vasconcellea parviflora ingår i släktet Vasconcellea och familjen Caricaceae. Inga underarter finns listade i Catalogue of Life.